# Catalinaaffären
- Vänster bild: Målning av Tp 79 (DC-3) nummer 001 "Hugin" som skjuts ner av sovjetiskt MiG-15 jaktplan under ett signalspaningsuppdrag. Bilden målad av Håkan Sjöström.
- Höger bild: Bild av Tp 47 Catalina nummer 002 "Bertil 02" som gjort en forcerad nödlandning efter att ha beskjutits av sovjetiska MiG-15 under sökandet av den försvunna Tp 79:an. Till höger skymtar en livflotte med delar av flygplanets besättning. Denna historiska bild togs från det västtyska handelsfartyget "Münsterland" som befann sig i närheten och vilket undsatte och räddade besättningen.

Catalinaaffären var den diplomatiska kris som utlöstes i juni 1952 sedan ett obeväpnat amfibieflygplan från det svenska flygvapnet, av typen Tp 47 "Catalina", under sjöräddningsuppdrag anfallits av sovjetiskt MiG-15 jaktflyg i internationellt luftrum, varvid det skadades så allvarligt att det tvingades nödlanda i östersjön. Alla sju besättningsmedlemmarna räddades av det västtyska fraktfartyget Münsterland som låg i närheten av haveriplatsen. Tp 47:an (flygplan 47002 "Bertil 02") var utskickat tillsammans med ett systerplan för att finna ett svenskt militärt flygplan av typen Tp 79 (flygplan 79001 "Hugin"), som spårlöst försvunnit på internationellt vatten när det genomförde signalspaning mot Sovjetunionen över Östersjön.
De nedskjutna Tp 79 och Tp 47 har i media kallats för "DC-3:an" respektive "Catalinan". Detta hänvisar till flygplansmodellernas ursprungliga namn: Douglas DC-3 och Consolidated Model 28 Catalina (vanligen kallad "PBY Catalina"). 2003 återfanns de båda flygplansvraken på Östersjöns botten.

## Historik

### Bakgrund
Tre år tidigare hade Sverige, i strid med den officiellt strikta neutralitetslinjen, ingått ett hemligt avtal med USA och Storbritannien. Svenska signalspaningsdata skulle bytas mot amerikansk teknisk utrustning. Flygvapnets specialutrustade Tp 79:or 79001 Hugin och 79002 Munin genomförde regelbundet topphemliga flygningar över Östersjön med amerikansk signalspaningsutrustning ombord. Sverige bedrev även fotospaning mot Sovjetunionen. Under 1948 hade en S 26 Mustang flugen av Fredrik Lambert-Meuller medvetet kränkt sovjetiskt territorium. Flygplanet var utrustat med en kamera lånad från USA:s flygvapen. Under 1949 hade spaningsflygningarna fortsatt med en S 31 Spitfire flugen av Ingemar Wängström..
Huvudsyftet med operationerna var att få fram uppgifter om Sovjetunionens luftförsvar, särskilt dess kapacitet att bekämpa amerikanska kärnvapenbestyckade bombflygplan av typ Boeing B-47 Stratojet.
År 1951 ertappades Sverige med att vid två tillfällen ha kränkt sovjetiskt luftrum. Vid det ena tillfället var ett av planen så nära som 2,5 nautiska mil (drygt 4,5 km) från den baltiska kusten, och regeringen tvingades be om ursäkt på diplomatisk väg. Under år 1952 steg spänningen ytterligare då Nato-plan upprepade gånger kränkte sovjetiskt luftrum och de svenska flygningarna blev fler. Sovjetisk press började skriva om att Sverige gick Natos ärenden och de drog sig inte för att påminna om det öde som det amerikanska signalspaningsplan, som skjutits ner över Östersjön år 1950, hade mött.

### Nedskjutningarna
| DC-3:an, en Tp 79 med FV-nr 79001, på F 8 Barkarby 1951. |                                                                          |
| Olyckssammanfattning                                     |                                                                          |
| Datum                                                    | 13 juni 1952                                                             |
| Orsak                                                    | Nedskjuten av jaktflyg                                                   |
| Plats                                                    | Öster om Gotska Sandön 58°23.522′N 20°17.460′Ö / 58.392033°N 20.291000°Ö |
| Passagerare                                              | 0                                                                        |
| Besättning                                               | 8                                                                        |
| Omkomna                                                  | 8 (alla)                                                                 |
| Flygplanstyp                                             | DC-3A-360 Skytrain                                                       |
| Flygplansnamn                                            | Hugin                                                                    |
| Flygbolag                                                | Svenska flygvapnet Svea flygflottilj (F 8, 6.flygtpgrp)                  |
| Registrering                                             | Tp 79 nr 001 (79001)                                                     |
| Start                                                    | Bromma flygplats Stockholm, Sverige                                      |
| Destination                                              | Bromma flygplats                                                         |

| Catalinan, en Tp 47 med FV-nr 47002, i Hägernäs, Uppland. |                                                |
| Olyckssammanfattning                                      |                                                |
| Datum                                                     | 16 juni 1952                                   |
| Orsak                                                     | Nödlandning till följd av jaktflygsbeskjutning |
| Plats                                                     | Öster om Gotska Sandön                         |
| Passagerare                                               | 0                                              |
| Besättning                                                | 7 (utökad besättning)                          |
| Omkomna                                                   | 0 (2 skadade)                                  |
| Flygplanstyp                                              | PB2B-1A Canso A                                |
| Flygplansnamn                                             | Bertil 02                                      |
| Flygbolag                                                 | Svenska flygvapnet Roslagens flygkår (F 2)     |
| Registrering                                              | Tp 47 nr 002 (47002)                           |
| Start                                                     | F 2 Hägernäs nära Stockholm, Sverige           |
| Destination                                               | F 2 Hägernäs                                   |

Under förmiddagen den 13 juni 1952, mitt under en mycket het period i det kalla kriget, försvann flygvapnets Tp 79 Hugin med flygvapennummer 79001 utan att lämna några andra spår än en sönderskjuten räddningsflotte efter sig. Den specialutrustade DC-3:an var på väg hem mot Bromma flygplats, efter att ha genomfört ett radarspaningsuppdrag. 
Klockan 11:08 samma dag rapporterade DC-3:ans navigatör Gösta Blad för sista gången in planets position. Klockan 11:23 mottog signalisten vid flygflottiljen Roslagens flygkår (F 2) i Hägernäs ett anrop från DC-3:an, vilket dock snabbt dog ut. Det var den svenska besättningens sista livstecken. Flygplanets position över Östersjön vid försvinnandet var oklar. Sovjetunionen förnekade inblandning i försvinnandet.
I de första svenska pressmeddelandena om DC-3:ans försvinnande nämndes ingenting om misstanken att planet blivit nedskjutet, bland annat för att dölja det faktum att flygvapnet tillsammans med Försvarets radioanstalt (FRA) bedrev denna signalspaning. Representanter för Flygvapnet och Sveriges regering hävdade att planets besättning varit ute på en oskyldig navigeringsflygning i utbildningssyfte. Svensk press intog en hård antisovjetisk linje.[källa behövs]
Tre dagar senare deltog två svenska militära sjöräddningsplan av typ Tp 47 Catalina i försöken att lokalisera Tp 79:an. Ett av planen besköts av sovjetiskt jaktflyg och tvingades nödlanda nära det västtyska fraktfartyget Münsterland som räddade de sju besättningsmedlemmarna.

#### Besättningen på DC-3:an
Ombord på planet fanns åtta personer, varav fem från Försvarets radioanstalt (FRA), tre från flygvapnet. Besättningsmännen var alla utom en från Stockholm:
- Alvar Älmeberg (pilot)
- Gösta Blad (navigatör och signalist)
- Herbert Mattson (flygmekaniker)
- Carl-Einar Jonsson (FRA, gruppledare)
- Ivar Svensson (FRA, telegrafist)
- Erik Carlsson (FRA, telegrafist och rysk tolk)
- Bengt Book (FRA, telegrafist)
- Börje Nilsson (FRA, telegrafist från Malmö)

#### Besättningen på Catalinan
Ombord Catalina fanns det sju personer.
- Karl Olof Axel Arbin (pilot)
- Ove Bertil Engberg (navigatör)
- Elis Arnold Eliasson (färdmekaniker)
- Henrik Stålhammar (andre pilot)
- Ernst Paul Roland Eriksson (signalist)
- Uno Albin Littke (spanare)
- Sven Gösta Törngren (spanare)

### Efterspel

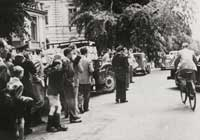
Uppretade svenskar utanför den sovjetiska ambassaden på eftermiddagen den 16 juni 1952, strax efter att Catalinaaffären blivit känd.

Den sovjetiska staten dementerade all kännedom om nedskjutningen av Tp 79:an, trots att svensk militär några dagar efter nedskjutningen fann en livbåt från planet med splitter från en 23-millimeters automatkanonprojektil av sovjetisk typ. År 1956, då den sovjetiske ledaren Nikita Chrusjtjov träffade Sveriges statsminister Tage Erlander, erkände Chrusjtjov att sovjetiska jaktplan hade skjutit ner Tp 79:an. Denna information offentliggjordes dock inte för allmänheten eller till de anhöriga till de sammanlagt åtta personer som funnits ombord – tre från Flygvapnet och fem specialister från FRA. De anhöriga svävade helt i ovisshet om männens öde. Först 1991 tillkännagav Ryssland officiellt att planet skjutits ner av ett sovjetiskt jaktflygplan av typen MiG-15. I det ryska offentliggörandet som godkändes av president Boris Jeltsin, sades att DC-3:an inte kränkt sovjetiskt territorium. Detta kunde även Anders Jallai bevisa när han presenterade sina flygberäkningar sedan flygvraket hittats i juni 2003. Däremot hade DC-3:an flugit nära en då helt ny sovjetisk kryssare av Sverdlov-klassen, förmodligen för att ta bilder och försöka mäta in kryssarens nya radarsikte. Det framkom genom ett hemligt FRA-dokument som Anders Jallai fann på Krigsarkivet.
Amerikansk signalspaningsutrustning av typen AN/APR-9 kan enligt byråchef Nils Johansson och Carl-Axel Ekberg på FRA ha funnits ombord på DC-3:an, åtminstone fanns utrustningen i Sverige vid tidpunkten. Även Per-Olof Lundbom på FOA påstod detta till haveriutredningen 2005. Lundbom hävdade i en dokumenterad intervju att AN/APR-9 var lånad från GCHQ i England. Denna utrustning har dock inte återfunnits på vrakplatsen. Det sovjetiska motivet för nedskjutningen var sannolikt dels att DC-3:an signalspanade åt GCHQ och NSA och dels att DC-3:an var ett direkt militärt hot mot den nya kryssaren Sverdlov. Det kom helt enkelt för nära med kamera och signalspaningsutrustningen. Frågan om de återstående fyra besättningsmännen som inte fanns i vraket eller dess närhet är obesvarad.
Det finns teorier som säger att de kan ha plockats upp av en rysk torpedbåt och förts till Tallinn för vidare befordran till sovjetiska myndigheter. En av änkorna fick under 1980-talets början ett vykort från Leningrad som hon trodde var från hennes man. Även lägerfångar i Gulag har vittnat om fyra svenskar i fångläger, men uppgifterna är osäkra. Enligt haveriutredningen fanns sannolikt sovjetiska fartyg i området. Något av dessa kan ha varit först på haveriplatsen.
Nedskjutningarna av de båda flygplanen kom att leda fram till utvecklingen av den svenska incidentberedskapen, det vill säga kontinuerlig dygnet-runt-bevakning av Sveriges och omkringliggande luftrum.

### Återfinnande av planen
År 1998 började dykaren och före detta flygvapenpiloten Anders Jallai intressera sig för DC-3:an och Catalinaaffären. Han forskade efter nya ledtrådar i arkiv och intervjuade återigen inblandade nyckelpersoner för att om möjligt göra ett sista försök att finna vraket. Efter två år, våren 2000, slog han och kompanjonen Björn Blomberg sig ihop med Carl Douglas företag Deep Sea Productions och Ola Oskarssons Marin Mätteknik. De startade ett gemensamt projekt för att kunna söka efter DC-3:an och Catalinan. Projektet leddes av Anders Jallai och koordinerades av Carl Douglas. Ola Oskarsson ansvarade för sökningarna. Deep Sea Productions sponsrade och dokumenterade projektet.
Den 10 juni 2003 (bekräftat 16 juni), efter tre års sökande, återfann Anders sökgrupp den nedskjutna Tp 79:an. Den återfanns på 125 meters djup, 55 kilometer öster om Fårö, på internationellt vatten men i den svenska ekonomiska zonen.
Efter återfinnandet av Tp 79:an återfanns senare samma sommar även den nedskjutna Tp 47:an på cirka 100 meters djup, på en position 22 kilometer mer ostlig än den rapporterade nedslagsplatsen. Planet ligger på botten med nosen nere i dyn och är relativt intakt trots väl synliga skotthål.
Projektledaren Anders Jallai blev för bedriften utsedd till årets projektledare 2004. Tillsammans med Carl Douglas och Ola Oskarsson tilldelades de Hans Majestät Konungens medalj i guld av 8:e storleken för bedriften att återfinna DC-3:an.

### Haveriutredning och bärgning av flygplan 79001

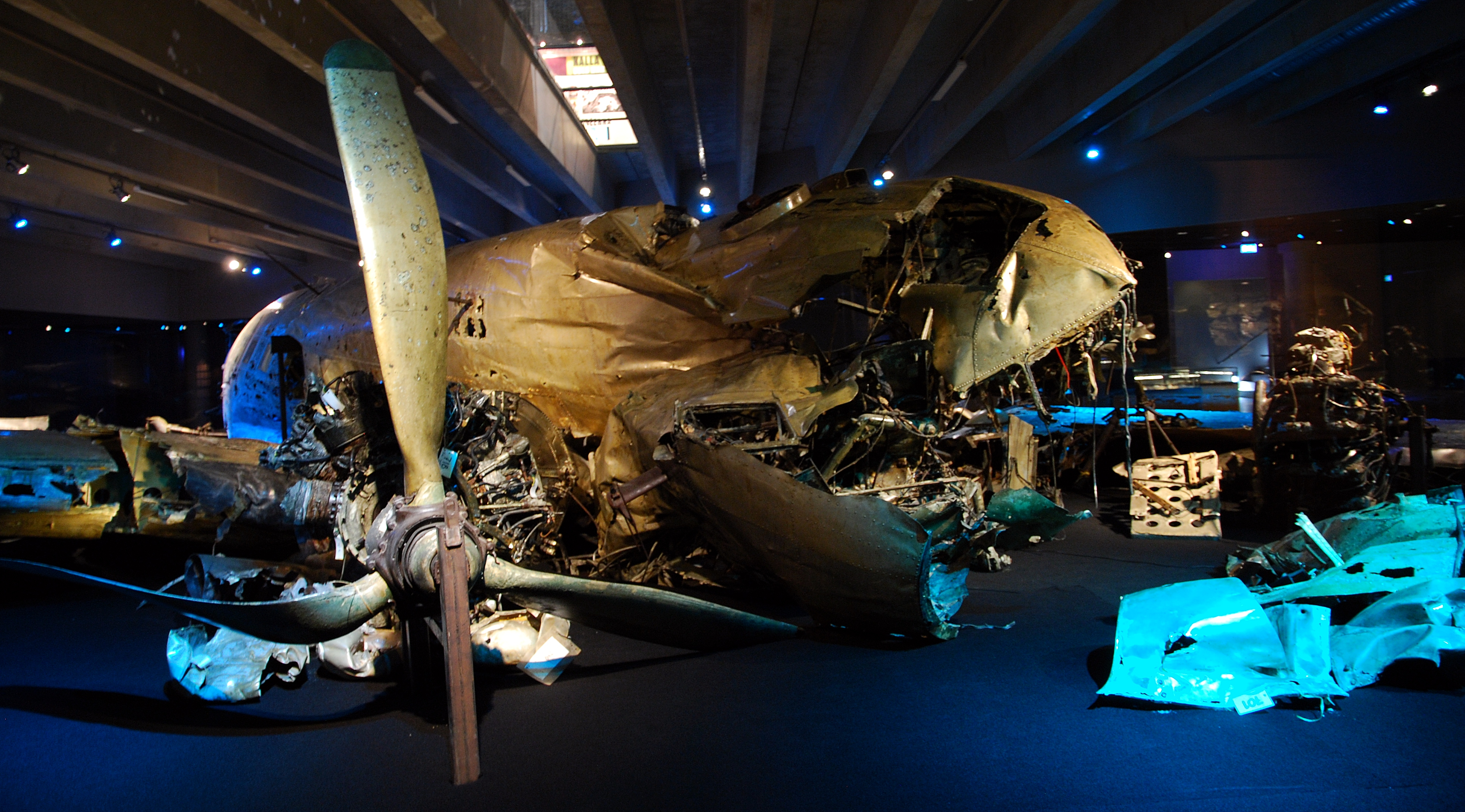
Vraket utställt på Flygvapenmuseum.

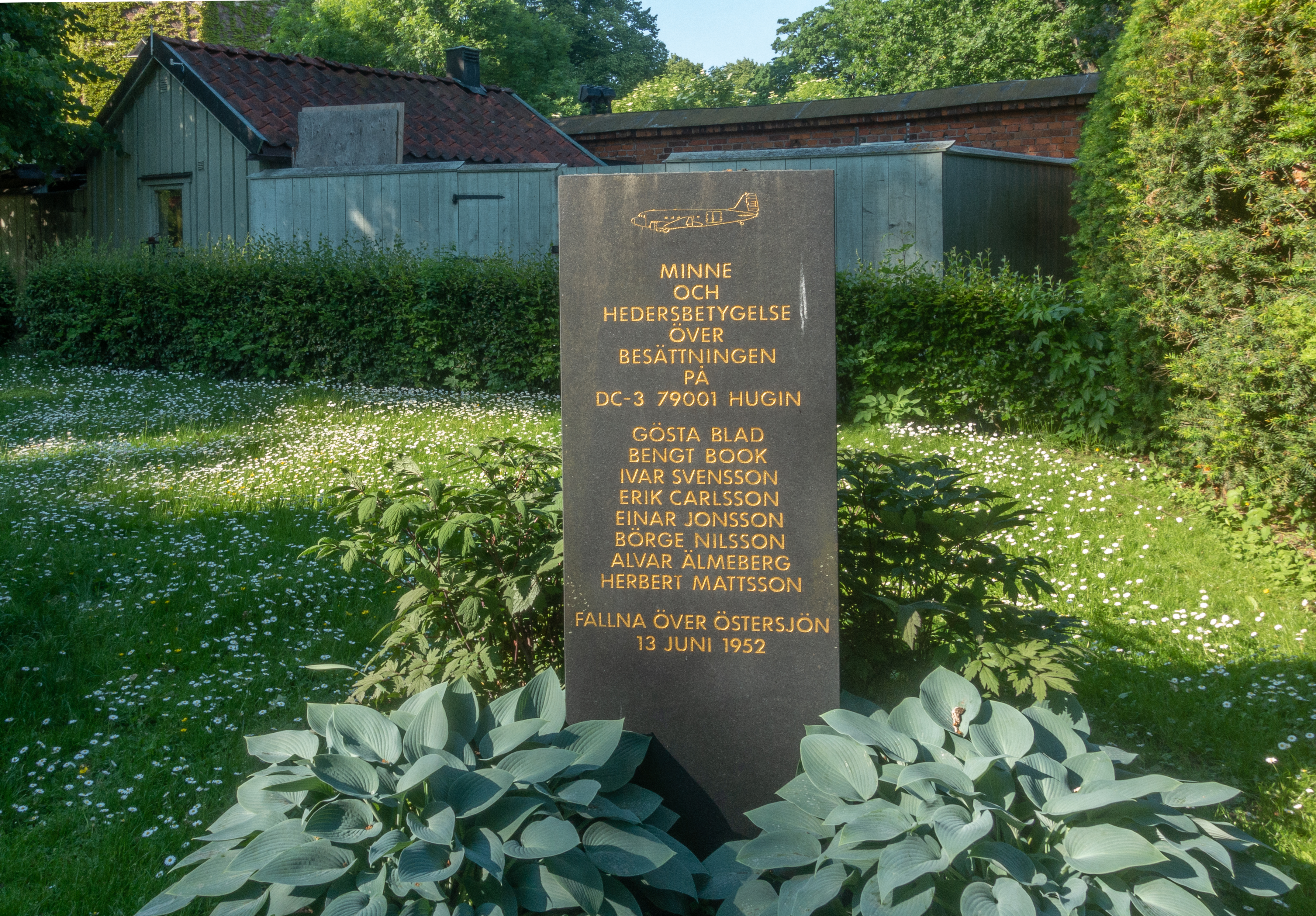
Minnessten på Galärvarvskyrkogården på Södra Djurgården, juni 2021.

I och med återfinnandet av flygplan 79001 beslöt Sveriges överbefälhavare (ÖB) att vraket skulle bärgas i samband med en teknisk haveriutredning beställd av Sveriges försvarsmakt under ledning av Christer Magnusson, dåvarande teknisk utredningschef hos LUTAB.
Redan under hösten 2003 kom svenska flottan att bärga Tp 79:ans vingar, men vrakets dåliga kondition och de besvärliga väderförhållandena på Östersjön gjorde att lyftet av flygplanskroppen fördröjdes till mars 2004. Strax efter midnatt den 19 mars 2004, under närvaro av press, sökgruppen och anhöriga, lyftes resten av vraket upp på ubåtsräddningsfartyget HMS Belos däck.
Flygplanets kropp uppvisade skotthål efter den sovjetiska beskjutningen och skadorna i flygkropp och vingar visar att det blivit nerskjutet av ett jaktplan av typen Mikojan-Gurevitj MiG-15. Även exakt tidpunkt för nedslaget i vattnet har kunnat konstateras, eftersom klockan i cockpit har stannat på 11:28:40 (svensk tid).
Sedan tidigare hade kvarlevorna efter piloten Alvar Älmeberg påträffats. Vid närmare undersökningar, som bland annat genomfördes på Muskö, upphittades rester efter ytterligare tre besättningsmän samt diverse tillhörigheter. Fyra personer ur FRA:s signalspaningsgrupp ombord kunde inte hittas i flygplanet eller på själva vrakplatsen. Utredningen kunde dock konstatera skador på de stolar dessa personer normalt satt i, som visar att personer befunnit sig i samtliga stolar vid nedslaget.
Söndagen den 13 juni 2004, på 52-årsdagen av Tp 79:ans försvinnande, genomfördes en minnesceremoni vid örlogsskolorna på Berga. Förutom överbefälhavaren och andra representanter för försvaret deltog dåvarande försvarsminister Leni Björklund, Anders Jallai, Carl Douglas och Ola Oskarsson som återfann flygplanet 2003 och anhöriga till besättningen på Tp 79:an. Vid ceremonin tilldelades besättningen postumt försvarsmaktens förtjänstmedalj i guld.
Sedan maj 2009 visas Tp 79:an i utställningen Hemliga handlingar - DC-3:an som försvann på Flygvapenmuseum i Malmslätt.

### Andra teorier
En teori har gjort gällande att en av besättningsmännen på DC3:an, den rysktalande telegrafisten Erik Carlsson, varit spion för KGB och sovjetisk angivare om uppdraget. Detta har till viss del styrkts av bevarade Säpodokument där Carlsson misstänks vara kommunist och sovjetisk spion. Den angripande sovjetiska piloten Osjinskij har uppgett att han ska ha sett en man hoppa ut ur flygplanet med fallskärm efter att planet anfallits. Detta motsägs dock av Osjinskijs egna utsagor i senare intervjuer, då han hävdar att han blivit beordrad att skriva under på en färdigställd beskrivning av händelsen. Erik Carlssons kvarlevor har aldrig hittats och hans öde har aldrig kunnat klargöras. Misstankarna om Carlssons eventuella spioneri har aldrig avskrivits.
En annan teori, som har lanserats av Anders Jallai, är att DC3:an hade en nionde besättningsman som var en amerikansk underrättelseofficer. Teorin bygger på uppgift om antalet fallskärmar som togs ombord före avfärd samt vittnesuppgifter.